# Ruprechtia tenuiflora
Ruprechtia tenuiflora är en slideväxtart som beskrevs av George Bentham. Ruprechtia tenuiflora ingår i släktet Ruprechtia och familjen slideväxter. Inga underarter finns listade i Catalogue of Life.